# Lê Thọ Vực
Lê Thọ Vực (chữ Hán: 黎壽域, 1426-1484 hoặc 1489) là một tướng lĩnh nhà Lê sơ trong lịch sử Việt Nam, có công bình định Bồn Man, ổn định biên giới phía tây của Đại Việt.

## Thân thế
Lê Thọ Vực quê ở hương Lam Sơn, huyện Lương Giang, phủ Thanh Hóa, nay là huyện Thọ Xuân, tỉnh Thanh Hoá, là thành viên trong hoàng tộc nhà Hậu Lê. Lê Thọ Vực là con thứ của Vinh quốc công Lê Sao. Lê Sao là con trai của Lam quốc công Lê Trừ (anh trai của Lê Thái Tổ), và là anh em của Chiêu Trưng vương Lê Khôi và Quỳ quận công Lê Khang. Nhà nghiên cứu Vũ Đức Phúc trong cuốn Bàn về văn học lại đưa ra quan điểm Lê Thọ Vực là con của Lê Khôi, dựa trên quan điểm của một số nhà nghiên cứu văn học trước đó cho rằng Lê Thọ Vực còn có tên gọi khác là Lê Cảnh Du (hay Lê Du), một nhà thơ có thơ chép trong Hồng Đức quốc âm thi tập.

## Tiểu sử
Thời Lê Thánh Tông, Lê Thọ Vực được giữ chức Thái úy, phong tước Sùng quận công. Năm 1478, phụ đạo phủ Trấn Ninh (tức Bồn Man) là Cầm Công liên kết với Lan Xang (Ai Lao) đem quân quấy nhiễu khu vực Nghệ An. Tháng 7 năm 1478, vua Lê Thánh Tông mở cuộc tiến công nhằm bình định Bồn Man và đánh tan nguy cơ từ Lan Xang. Lê Thọ Vực được Lê Thánh Tông trao ấn tướng quân, đóng quân ở phủ Trà Lân (Nghệ An), từ đó mở đường đánh trực tiếp vào Bồn Man.
Trong khi cánh quân của Trịnh Công Lộ nhanh chóng đánh bại Lan Xang và phá hủy thành Lão Qua (Luangprabang) thì cánh quân của Lê Thọ Vực không được thuận lợi. Thư báo tin thắng trận của Lê Thọ Vực gửi về hành tại của Lê Thánh Tông bị Bồn Man chặn lại. Lê Thánh Tông sau đó phải sai Lê Niệm mang viện quân đến để hoàn toàn bình định Bồn Man.
Sau khi khải hoàn, Lê Thọ Vực được thăng chức Bình chương quân quốc trọng sự. Khi nhà Minh gửi sứ sang tìm cách gây khó dễ, Lê Thọ Vực sau đã đề xuất với Lê Thánh Tông: Bây giờ nên dùng lời quyền biến đáp lại [vua nhà Minh] là vì có người ở Đông Quan [nước tôi] chạy trốn sang Lão Qua, nên tôi tự sai binh lên biên cảnh truy bắt, chứ thực không liên quan gì đến Lão Qua và Bát Bá. Lê Thánh Tông tiếp thu ý kiến trên, sai Lương Thế Vinh viết biểu văn, sai Nguyễn Văn Chất, Doãn Hoành Tuấn, Vũ Duy Giáo sang nhà Minh ứng đối.
Sau khi mất được truy tước Sùng quốc công. Đến thời Lê Trung hưng, con cháu của Lê Trừ là Lê Duy Bang được Trịnh Kiểm đưa lên ngôi vua, tức Lê Anh Tông. Lê Thọ Vực được truy phong tước Chiêu Trang đại vương.
Theo văn bia và sự tích dân gian, Lê Thọ Vực là người đã chỉ việc việc khai hoang vùng đất Đại Lại, lập ra các đồn điền, về sau thành các làng xã thuộc Hà Sơn, Hà Lĩnh, Hà Đông... thuộc huyện Hà Trung (Thanh Hóa) ngày nay.

## Gia đình
Theo Phạm Xá Lê tộc từ đường tả bảng bi, Lê Thọ Vực có hai con trai là Huấn quận công Lê Duy Đạo, làm tới chức Thái bảo, và Lê Phương, làm tới chức Thừa Chính sứ ty Tham nghị. Có giả thuyết cho rằng Đô đốc Lê Vĩnh, phó tướng của Trịnh Công Lộ trong chiến dịch Ai Lao chính là con trai của Lê Thọ Vực.
Năm 1772, dưới thời chúa Trịnh Sâm, con cháu của Lê Thọ Vực là Lê Giai, Lê Thạc, Lê Năng, Lê Hữu Dũng, Lê Tất Tài, Lê Nhượng giữ các chức Chính phó Đội trưởng trong quân. Do xét công lao tổ tiên nên được cho làm nhà ở quê ngoại là trang Phạm Xá, xã Đỗ Xã, huyện Duy Tiên (nay là thôn Phạm Xá, xã Đinh Xá, huyện Bình Lục, tỉnh Hà Nam).

## Thờ phụng
Sau khi mất, Lê Thọ Vực được người dân thờ phụng tại đền Hàn Sơn (hay đền Hàn) thuộc xã Hà Sơn, huyện Hà Trung. Sau này đền còn là nơi thờ Mẫu. Hội đền Hàn diễn ra vào tháng 6 âm lịch hàng năm, chính hội vào ngày 12 tháng 6 âm lịch.